# جوردان فيريتو
جوردان مارسيل غيلبرت فيريتو (بالفرنسية: Jordan Veretout)‏ (مواليد 1 مارس 1993) هو لاعب كرة قدم فرنسي محترف يلعب حاليًا لصالح نادي نادي روما. شارك جوردان مع منتخبات فرنسا تحت 18 و19 و21 وحقق بكأس العالم لكرة القدم تحت 20 سنة 2013.

## إحصائيات
آخر تحديث 1 سبتمبر 2015.
| النادي     | الموسم  | الدوري | الدوري | الكأس | الكأس | يويفا | يويفا | المجموع | المجموع |
| النادي     | الموسم  | ظهور   | أهداف  | ظهور  | أهداف | ظهور  | أهداف | ظهور    | أهداف   |
| ---------- | ------- | ------ | ------ | ----- | ----- | ----- | ----- | ------- | ------- |
| نانت       | 2010–11 | 1      | 0      | 0     | 0     | —     | —     | 1       | 0       |
| نانت       | 2011–12 | 35     | 6      | 5     | 0     | —     | —     | 40      | 6       |
| نانت       | 2012–13 | 31     | 0      | 3     | 1     | —     | —     | 34      | 1       |
| نانت       | 2013–14 | 27     | 1      | 4     | 0     | —     | —     | 31      | 1       |
| نانت       | 2014–15 | 36     | 7      | 4     | 0     | —     | —     | 40      | 7       |
| المجموع    | المجموع | 130    | 14     | 16    | 1     | 0     | 0     | 146     | 15      |
| أستون فيلا | 2015–16 | 2      | 0      | 1     | 0     | —     | —     | 3       | 0       |
| المجموع    | المجموع | 132    | 14     | 17    | 1     | 0     | 0     | 149     | 15      |

1. ↑  يتضمن كأس فرنسا وكأس الدوري الفرنسي

## الإنجازات

### الأندية
نانت
- الدوري الفرنسي الدرجة الثانية: 2012–13(تأهل)

### المنتخب
فرنسا تحت 20
- كأس العالم لكرة القدم تحت 20 سنة: 2013

## روابط خارجية
- جوردان فيريتو على موقع الاتحاد الدولي (مؤرشف)  (الإنجليزية)
- جوردان فيريتو على موقع الاتحاد الأوربي (الإنجليزية)
- جوردان فيريتو على موقع رابطة كرة القدم الفرنسية للمحترفين (الإنجليزية)
- جوردان فيريتو على موقع إي إس بي إن إف سي (الإنجليزية)
- جوردان فيريتو على موقع قاعدة بيانات كرة القدم.إي يو (الإنجليزية)
- جوردان فيريتو على موقع ليكيب (الفرنسية)
- جوردان فيريتو على موقع ناشيونال فوتبول تيمز (الإنجليزية)
- جوردان فيريتو على موقع Soccerbase.com (لاعب) (الإنجليزية)
- جوردان فيريتو على موقع Soccerway.com (الإنجليزية)
- جوردان فيريتو على موقع عالم كرة القدم.نت (الإنجليزية)
- صفحة اللاعب على موقع نادي نانت
- صفحة اللاعب على موقع الاتحاد الفرنسي لكرة القدم